# Де Лазарі Костянтин Миколайович
Костянтин Миколайович де Лазарі (5 березня 1869 року, м Кременчук, Російська імперія - 1 листопада 1930 року, м Лодзь, (Польща)) - фотограф XIX - початку XX століття.

## Походження
Рід де Лазари походить від Дмітріоса де Лазарі - уродженця грецького острова Занте. У 1780 році поступив до Катерині II на службу; в нагороду йому були подаровані землі в Карасубазаре в Криму. Дід Костянтина Миколайовича воював в російській армії в Французько-російську війну 1812 року.
Костянтин Миколайович був братом Олександра, батьком Ії де Лазарі-Павлівської та дідом Анджея де Лазарі  .

## Біографія
Костянтин де Лазари навчався в Полоцькому кадетському корпусі, потім в Радомській чоловічій гімназії (Польща) і в Єлисаветградському кавалерійському училищі.
У 1889-1892 роках служив в Малоросійському 40-м драгунському полку. У 1892 вийшов у відставку і став чиновником; захопився фотографією.
Будучи начальником Лепсінского повіту Семиреченской області і беручи участь в Перепису населення Російської імперії 1897 року, надіслав в Музей антропології і етнографії сотні своїх робіт, про спосіб кочового життя казахів і киргизів, де вони зберігаються досі..
Де Лазарі багато подорожував. Його фотографії з Російської Імперії, Італії, Швейцарії, Голландії та ін. зберігаються в Лодзінському Музеї кінематографії.
З 1899 по 1915 рік служив на території Польщі (мировим посередником і комісаром по селянських справах в Новорадомске і в Любліні). Під час Першої світової війни був помічником А. І. Гучкова, головноуповноваженим Червоного Хреста у 2-ї Армії.
У 1921 році емігрував до Польщі і отримав польське громадянство. Похований на Старому кладовищі в Лодзі.

## Виставки
- «STARE ZDJĘCIA», 2006, р Лодзь, Польща.
- «Киргизи і казахи кінця XIX століття», 2006, р Лодзь, Польща.
- «Степи Великої отраженье ...», 2009 р Астана .
- «Казахстан. Вчора і сьогодні », 2011, р Усть-Каменогорськ .